# Kościół Matki Bożej Różańcowej w Miastkowie
Kościół Matki Bożej Różańcowej – rzymskokatolicki kościół parafialny należący do dekanatu Łomża - św. Brunona diecezji łomżyńskiej.

## Historia
Jest to świątynia murowana wybudowana według projektu Karola Majewskiego dzięki staraniom księdza Stanisława Bagińskiego. Prace budowlane zakończyły się w 1863 roku. W dniu 6 sierpnia 1864 roku kościół został poświęcony przez księdza Pawła Andruszkiewicza proboszcza i dziekana łomżyńskiego z delegacji biskupa sejneńskiego. W latach 1990–1993 dzięki staraniom księdza proboszcza Mariana Filipkowskiego świątynia została generalnie wyremontowana. Budowla nie jest konsekrowana.